# حشره‌خوار لاتونا
 حشره‌خوار لاتونا (نام علمی: Crocidura latona) نام یک گونه از سرده حشره‌خوارهای دندان‌سفید است.